# Ernst von Bressensdorf
Ernst Bresselau von Bressensdorf (* 26. Oktober 1917 in Leipzig; † 19. August 1994 in Starnberg) war ein deutscher Verleger und Genealoge. Aufgrund des Zurückhaltens von Führerbefehlen Adolf Hitlers wird er als Retter von Paris bezeichnet.

## Leben

### Herkunft
Die Familie seines Vaters Felix von Bressensdorf hat jüdische, die Familie seiner Mutter hugenottische Wurzeln. Die am 25. November 1800 mit dem 1796 in Wien zum katholischen Glauben konvertierten Johann Leopold Michael Bresselau (1752–1805) in den erblichen Reichsadelsstand erhobenen Bresselau von Bressendorfs führen sich zurück auf den Landesrabbiner von Westfalen Michael Meyer Breslau (1712–1789), zu dessen Enkeln Heinrich von Breslau und Meyer Israel Bresselau zählen. Zu Ernst von Bressensdorfs Vorfahren mütterlicherseits gehört der französische Historiker Paul Rapin de Thoyras (1661–1725).

### Angehöriger der Wehrmacht
Nach Ablegung des Abiturs im Jahre 1935 und einem Studienaufenthalt in Paris wurde Ernst Bresselau von Bressensdorf zum Militärdienst eingezogen. 1944 wurde er als Oberstleutnant in den Generalstab nach Paris versetzt, wo er als Chef der Fernmeldeabteilung im Stab des Kommandanten Dietrich von Choltitz im Hôtel Le Meurice fungierte. Als solcher war er für die Dechiffrierung und Weiterleitung von Nachrichten verantwortlich. Als diensthabender Dechiffrieroffizier erhielt er am Abend des 22. August 1944 ein verschlüsseltes Telegramm mit dem von Hitler unterschriebenen Befehl zur vollständigen Zerstörung von Paris. Bressensdorf wusste zu diesem Zeitpunkt, dass eine kleine Gruppe von deutschen Spezialisten unter Leitung von Albert Bayer seit dem 20. August 1944 die Sprengung von mehr als 200 Fabriken und Produktionsstätten – darunter auch die Wasser- und Elektrizitätswerke von Paris – sowie die 813. Pionierkompanie unter dem Kommando von Hauptmann Werner Ebernach ergänzend die Zerstörung von 42 Brücken und den wichtigsten historischen Gebäuden und Denkmälern von Paris vorbereitet und in der Nacht des 21. August zum Abschluss gebracht hatten. Obwohl der Befehl einen Dringlichkeitsvermerk hatte, leitete von Bressensdorf diesen an seinen Kommandanten nicht vorschriftsmäßig weiter, sondern hielt ihn für 12 Stunden zurück, um Zeit für das Herannahen der alliierten Truppen zu gewinnen. Diese trafen am 25. August 1944 in der unzerstörten Stadt Paris ein.
Wie Kommandant von Choltitz geriet auch Ernst von Bressensdorf noch am selben Tag in Kriegsgefangenschaft. Er wurde im amerikanischen Camp Ruston in Louisiana interniert. Durch die Verhaftung entgingen beide der Rache Hitlers und der Bestrafung wegen Hochverrats.

### Wirken für Versöhnung zwischen Franzosen und Deutschen
Nach eingehenden Verhören wurde von Bressensdorf im November 1945 aus amerikanischer Kriegsgefangenschaft entlassen. Für fünf Jahre war er in Stuttgart als Berater der US-Verwaltung für das Verlags- und Veröffentlichungswesen tätig. Er ließ sich anschließend in Starnberg nieder, wo er als Redakteur und im Verlagswesen arbeitete. Als Genealoge erforschte er die hugenottischen Familienverbindungen zwischen Franzosen und Deutschen und machte durch Veröffentlichungen und auf deutsch-französischen Kongressen diese Erkenntnisse für die Aussöhnung zwischen den beiden Völkern nutzbar.
Seit den Forschungen über die Ereignisse um die Befreiung von Paris genoss von Bressensdorf in Frankreich hohes Ansehen. Die geplante Verleihung des Ordens der Französischen Ehrenlegion anlässlich des 50. Jahrestages der Befreiung von Paris wurde durch ein Krebsleiden vereitelt, dem von Bressensdorf nur wenige Tage zuvor erlag. Er hinterließ seine Frau Ricarda, geborene Kayer (1916–2008) sowie zwei Töchter und einen Sohn. Sein Grab befindet sich auf dem Starnberger Friedhof.

## Werke
- Ernst von Bressensdorf: Um ein vergessenes Grab. Die ungeschriebenen Kapitel einer außergewöhnlichen Familiengeschichte. Starnberg 1960.

## Filme
- Diplomatie. dramatischer Film, Frankreich/Deutschland 2014, Regie: Volker Schlöndorff. (Robert Stadlober als Leutnant Ernst von Bressensdorf), Verfilmung des gleichnamigen Theaterstücks von Cyril Gély.[2]